# Stribergs gruvor

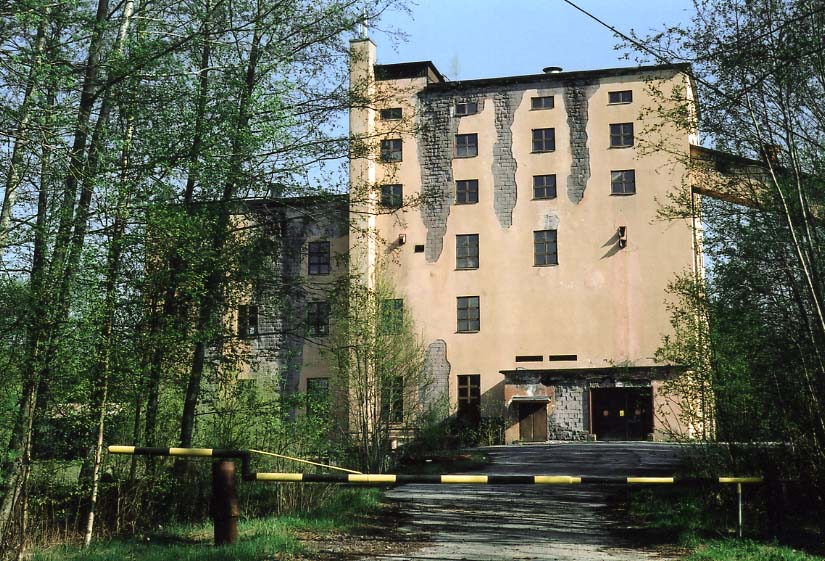
Anrikningsverket, byggt 1951-54, vid Carls schakt

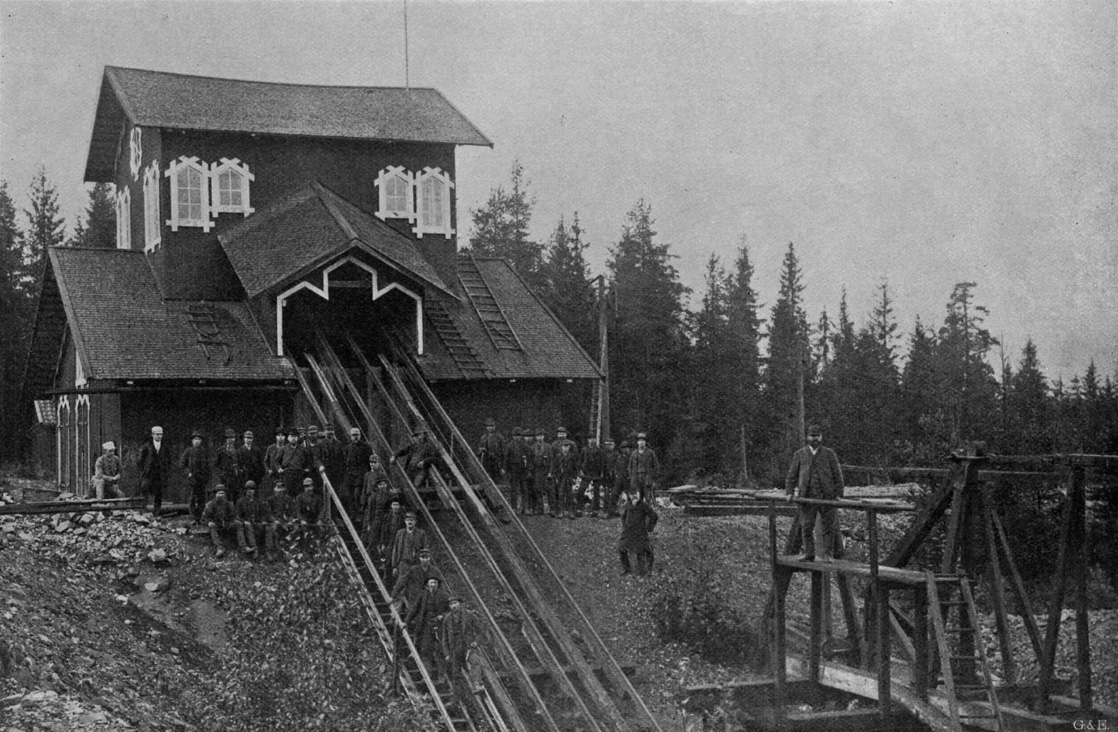
Komministergruvan. Foto från omkring år 1900.

Stribergs gruvor var ett gruvområde i Striberg i Västmanland. Anläggningarna är mycket omfattande och har en ungefärlig mittpunkt vid Carls schakt..

## Historik
Gruvorna i Striberg har brutits sedan 1300-talet. Från början drevs de som "grufvelag", sedermera gruvbolag. År 1861, när bergsprivilegierna upphört, bildades Stribergs grufve, och 1903 organiserades många gruvor i Nora bergslag under en gemensam förvaltning - Nora bergslags gemensamma grufveförvaltning. 
År 1934 tecknade Stribergs Grufve AB 7443 aktier i Dalkarlsbergs gruva och tog därmed över bolaget. Sedan driften i Dalkarlsberg lagts ner 1948, var gruvorna i Striberg (inkl. Åsboberg) de sista som var i drift inom bolaget. År 1949 hade företaget 20 tjänstemän och 300 arbetare anställda.
Stora investeringar gjordes i Striberg 1949–1954 för att möta en allt högre efterfrågan på järnmalm. Trots detta måste gruvan i Striberg stängas 1967, bland annat till följd av en hårdnande internationell konkurrens och en nedgång i den västeuropeiska ekonomin cirka 1966–1967. Den årliga produktionen vid gruvans stängning var cirka 250 000 ton.

## Gruvorna på 1910-talet
Stribergs gruvfält uppgavs 1918 som ett av landets större gruvfält, därtill ett av de bäst ordnade och mest rationellt skötta. Antalet gruvor som tillhörde fältet var mycket stort. De viktigaste var Åsbobergsgruvan (som inte tillhörde det egentliga Stribergsfältet, utan låg 3 km söderut), Övre och Nedre Kärrgruvorna, Storgruvan, Komminister- och Magistergruvorna, Prästaberget, Mossabergsgruvan, Smedjegruvan
och Gammalgruvorna. Den allmänna bergarten utgörs dels av röd, dels av grå leptit. Malmen var övervägande blodstensmalm, där järnoxid-mineralen förekom i lameller av 1–9 mm tjocklek, växlande med kvarts, och med gråbrun granat, vilket gav malmerna ett utpräglat randigt utseende.
Brytningen i gruvorna skedde till största delen med s.k. magasinsbrytning. Den djupaste gruvan inom det egentliga Stribergsfältet, en av Kärrgruvorna, uppnådde ett djup av 306 m. Till fältet hörde Åsbobergs anrikningsverk, beläget omkring 3 km från Striberg. Brytningen inom fältet utgjorde under årtiondet 1905-14 289 071 ton malm, och dessutom 88 732 ton slig som framställts genom anrikning.

## Transporter
Den första järnvägen till Striberg var Vikern-Möckelns Järnväg (WMJ), en smalspårig järnväg (802 mm) som stod färdig 1873. Denna järnväg gick till Degerfors via Vikersvik.
Bara ett år senare stod den konkurrerande Nora-Karlskoga Järnväg (NKJ) klar. Denna bana hade ett bispår upp till Striberg från Gyttorp. NKJ hade normal spårvidd (1435 mm).
Striberg-Grängens Järnväg, en förlängning på Vikern-Möckelns Järnväg, öppnades 1887. Denna linje förlängdes upp till Bredsjö år 1894 (Bredsjö-Grängens Järnväg).
År 1885 inköpte Nora-Karlskoga Järnväg de smalspåriga järnvägarna. Linjen Striberg-Vikersvik (WMJ) lades ner, medan linjen Striberg-Gyttorp (NKJ) blev kvar. Sträckan Striberg-Grängen byggdes om till normal spårvidd. Järnvägarna i denna del av Bergslagen samordnades år 1905 under namnet Nora Bergslags Järnväg..